# Hudjand
Hudjand (în tadjică Хуҷанд) este un oraș din Tadjikistan.